# Berzelia stokoei
Berzelia stokoei är en tvåhjärtbladig växtart som först beskrevs av Edwin Percy Phillips, och fick sitt nu gällande namn av Anthony Vincent Hall. Berzelia stokoei ingår i släktet Berzelia och familjen Bruniaceae. Inga underarter finns listade.